# Cantone di Vigneulles-lès-Hattonchâtel
Il Cantone di Vigneulles-lès-Hattonchâtel era una divisione amministrativa dell'arrondissement di Commercy.
È stato soppresso a seguito della riforma complessiva dei cantoni del 2014, che è entrata in vigore con le elezioni dipartimentali del 2015.
Comprendeva i comuni di:
- Beney-en-Woëvre
- Buxières-sous-les-Côtes
- Chaillon
- Dompierre-aux-Bois
- Heudicourt-sous-les-Côtes
- Jonville-en-Woëvre
- Lachaussée
- Lamorville
- Nonsard-Lamarche
- Saint-Maurice-sous-les-Côtes
- Seuzey
- Valbois
- Vaux-lès-Palameix
- Vigneulles-lès-Hattonchâtel